# Lac Simard
Der Lac Simard ist ein See am Oberlauf des Ottawa River in der Verwaltungsregion Abitibi-Témiscamingue der kanadischen Provinz Québec.
Lac Simard liegt 25 km westlich des Réservoir Decelles und 50 km östlich des Lac Témiscamingue. Der See bildet eine Verbreiterung des Ottawa River, 18 km lang und bis zu 12 km breit. Die Wasserfläche beträgt 170 km².
Die Gemeinde Laforce sowie die Indianersiedlung Winneway liegen am Südufer des Lac Simard.